# Hochbunker Boschetsrieder Straße

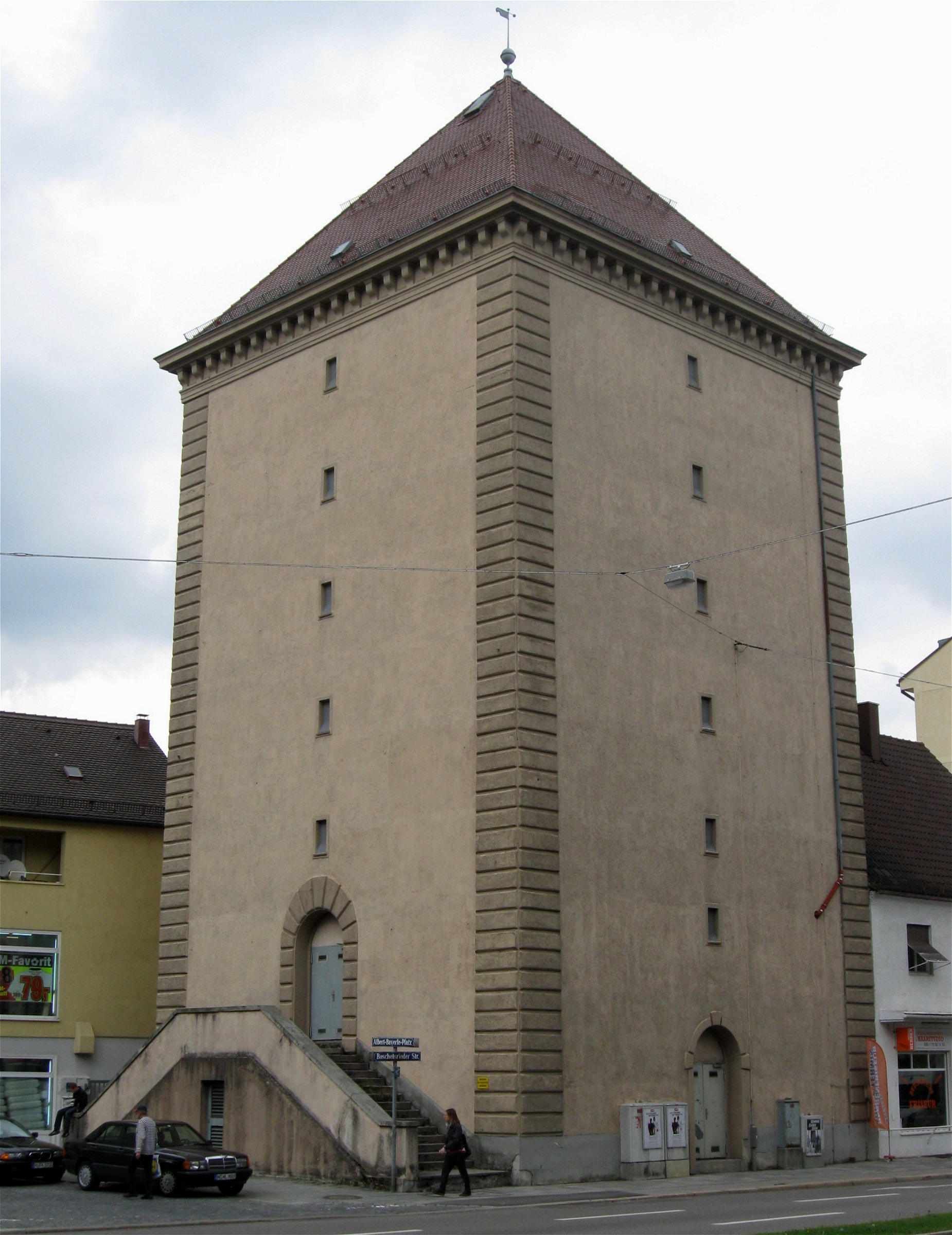
Hochbunker Boschetsrieder Straße

Der Hochbunker an der Boschetsrieder Straße ist ein Hochbunker in München. Er ist als Baudenkmal in die Bayerische Denkmalliste eingetragen.

## Lage
Der Hochbunker steht im Münchner Stadtteil Obersendling in der Boschetsrieder Straße 68 an der Ostseite des Albert-Bayerle-Platzes, der die Nordostecke der Kreuzung Boschetsrieder Straße / Hofmannstraße bildet.

## Geschichte
Der Bunker wurde 1941 nach Plänen von Karl Meitinger als Luftschutzturm errichtet. Er war für 437 Personen ausgelegt und diente den Arbeitern der Obersendlinger Industriebetriebe als Zuflucht bei Luftalarm. Heute befindet er sich, nach dem Verkauf im Jahr 2010 durch die Bundesanstalt für Immobilienaufgaben, im Besitz eines Privatinvestors.

## Beschreibung
Über einem quadratischen Grundriss von etwa 13 × 13 m erhebt sich ein siebengeschossiger Turm, der ein Zeltdach trägt. An der Südseite hat der Turm einen Eingang auf Straßenniveau, an der Westseite führt eine Freitreppe zu einem Eingang im Obergeschoss. Auf drei Seiten hat jedes Stockwerk eine mittlerweile ausbetonierte diagonal laufende Zuluftöffnung in der Mittelachse um den Insassen Schutz vor Bombensplittern zu bieten und die Frischluftzufuhr trotzdem zu gewährleisten. Die Ecken des Turms sind rustiziert, und unter dem Dach verläuft ein Gesims rund um den Bau.